# Martin Kafka
Martin Kafka (* 25. července 1978 Říčany) je bývalý český ragbista.
Začínal jako sedmiletý v RC Mountfield Říčany, s nímž získal roku 1996 extraligový titul. V roce 1998 odešel do zahraničí, hrál ve Španělsku za RC Valencia a Club Alcobendas Rugby, s nímž vyhrál v roce 2002 División de Honor de Rugby, v letech 2002 a 2003 byl nejproduktivnějším hráčem ligy. Roku 2003 přestoupil do francouzského prvoligového klubu Castres Olympique, po jedné sezóně odešel do Racing Métro 92 a hráčskou kariéru zakončil v roce 2006 v japonském Fukuoka Sanix Blues.
Za českou ragbyovou reprezentaci v letech 2000 až 2006 odehrál 37 zápasů a zaznamenal 136 bodů. V letech 2007–2013 byl reprezentačním trenérem, působil také ve funkci sportovního ředitele České ragbyové unie. V anketě Ragbista roku vyhrál v roce 2002, v letech 2000, 2001 a 2003 byl druhý a v roce 2004 třetí, v letech 2008 a 2009 byl zvolen nejlepším trenérem.
Jeho dědeček Erich Kafka hrál fotbal za DFC Praha. Vzdáleným příbuzným byl i spisovatel Franz Kafka.